# Ann Osgerby
Ann Osgerby (n. 20 ianuarie 1963, Preston, Anglia, Regatul Unit) este o înotătoare ce a reprezentat Regatul Unit al Marii Britanii și al Irlandei de Nord, medaliată olimpică. A participat la 2 ediții ale Jocurilor Olimpice (1980, 1984) în care a câștigat o medalie de argint.